# Саранська міська адміністрація
Сара́ньська міська адміністрація (каз. Саран қаласы әкімдігі) — адміністративна одиниця у складі Карагандинської області Казахстану, прирівнена до району. Адміністративний центр — місто Сарань.
Населення — 42646 осіб (2021; 50310 у 2009, 52217 у 1999, 77896 у 1989).

## Склад
До складу міської адміністрації входять місто Сарань та селищна адміністрація, яка утворена міським селищем:
| Адміністративна одиниця        | Населення, осіб (1989) | Населення, осіб (1999) | Населення, осіб (2009) | Населення, осіб (2021) |
| ------------------------------ | ---------------------- | ---------------------- | ---------------------- | ---------------------- |
| Сарань, місто                  | 63624                  | 42957                  | 42058                  | 33699                  |
| Актаська селищна адміністрація | 14272                  | 9260                   | 8252                   | 8947                   |